# Лукашенки
Лукашенки — деревня в Усвятском районе Псковской области России. Входит в состав Усвятской волости.

## География
Находится на юге региона, вблизи государственной границей с Республикой Беларусь (Городокский район, Витебская область), в 13 км к югу от райцентра Усвяты, на левом (восточном) берегу реки Усвяча, напротив деревни Карпекино.
Уличная сеть не развита.

## История
С января 1995 до июля 2010 года деревня входила в состав ныне упразднённой Чеснорской волости.

## Население
| 2001 | 2002 | 2010 |
| ---- | ---- | ---- |
| 43   | ↗49  | ↘18  |

Численность населения деревни по оценке на начало 2001 года составляла 43 жителя.

## Инфраструктура
Личное подсобное хозяйство.

## Транспорт
Просёлочная дорога.